# Максиміліан Оссолінський
Максиміліан Оссолінський (пол. Maksymilian Ossoliński; 1588 — 1655) — державний і військовий діяч Речі Посполитої.

## Життєпис
Походив з польського магнатського роду Оссолінських гербу Топор. Другий син Яна Збігнева Оссолінського, сандомирського воєводи, і Анни Сененської. Народився у грудні 1588 року. Здобув домашню освіту, виховувався в кальвіністському дусі.
1594 року його батько навернувся до католицтва. На той час померла мати Кшиштова, вірна прихильниця кальвінізму. Тому його також було навернуто до католицтва й відправлено до єзуїтського колегіуму в Любліні, куди поступив зі зведеним братом Єжи 1596 року. В подальшому з метою додаткової освіти відвідав Голландію і Італію.
У 1604—1607 роках разом зі старшим братом Кшиштофом навчався в єзуїтському університеті у Вюрцбурзі. Після повернення на батьківщину в 1607 року став шляхтичем Марціна Шишковського, єпископа плоцького, потім став дворянином королівським.
У 1618 році був обраний від Сандомирського воєводства послом (депутатом) на сейм. У 1621 році брав участь у Хотинській війні, де командував власним загоном гусар. Після смерті батька в 1623 році отримав у володіння маєтки Цепелюв і Мелец. 1624 року стає хорунжим сандомирським.
У 1626—1629 роках разом зі старшим братом Кшиштофом брав участь у прусської кампанії проти шведів. 1631 року знову обирається послом на сейм. У 1633—1634 роках відзначився у Смоленській війні проти Московського царства. У 1633 році отримав від брата Кшиштофа посаду підкоморія сандомирського. У 1636 році був призначений підскарбієм надвірним коронним. Його доходи були збільшені за рахунок послідовно здобутих старостей стопницького, бецького та мальборкського.
1648 року був послом на елекційному сеймі, де підтримав королевича Яна Казимира. Того ж року призначається каштеляном черським. Був послом до сейму 1649/1650 року. 1650 року після смерті зведеного брата Єжи, що не залишив спадкоємців чоловічої статі, успадкував деякі з його маєтків.
Помер 1655 року. Його було поховано в родинному склепі костела домініканського монастиря у Климонтуві.

## Власність
Володів маєтками Оссолін, Клімонтув, Козлув, Кшелів, Зґурсько, Цепелюв, Пшиленк, Мелець та Садовиці. Втім частина цього майна залишилася в заставі на момент смерті. Його улюбленим місцем проживання був Згурськ біля Мельця.
Завершив будівництво домініканського монастиря в Климонтуві, розпочатого його батьком, на що витрачалася частина його статків.

## Родина
1. Дружина (з 1611 року) — Олена, донька Зигмунда Казановського. підкоморія великого коронного
Діти:
- Ян (1612—1682), командор Мальтійського ордену в Познані
- Станіслав (1615—1643), канонік краковський
- Збігнев (д/н — 1675), абат копшивницький
- Владислав Кшиштоф (д/н — 1696), канонік краківський та плоцький
- Геронім (1616—1651), дворянин королівський
- Єжи Адам (1618—1651), староста лблінський
- Олександр (д/н — між 1691 та 1706)
- Веніамін (1627—1664)

2. Дружина (з бл. 1643 року) — Катажина Глібоцька
Діти:
- Максиміліан Геронім (д/н — 1710/1712)
- Михайло (д/н — після 1711)
- Катажина, черниця
- Максиміліана, дружина Яна Альбрехта Липського, воєводи равського
- Софія, дружина Мартина Красицького, каштеляна перемишльського